# Hươu sao Nhật Bản
Hươu sao Nhật Bản (Danh pháp khoa học: Cervus nippon nippon; chữ Nhật: ニホンジカ/日本鹿/nihonjika) là một phân loài của loài hươu sao phân bố ở phía nam của đảo Honshu, Shikoku và Kyushu. hươu sao Nhật Bản là loài vật được coi như là lời nhắn gửi của thượng đế trong Thần đạo Shintō, chúng xuất hiện ở khắp các bãi cỏ trong ngôi chùa Tōdai-ji. Đặc biệt là ở công viên Nara với đàn hươu sao đi lại tự do trong công viên vì theo Thần Đạo của Nhật Bản thì hươu được xem là sứ giả của thần linh. Tuy thân thuộc với con người, nhưng nó là động vật hoang dã không được nuôi dưỡng, được chỉ định là vật kỷ niệm thiên nhiên Quốc gia với danh xưng "hươu Nara". 

## Phân bố

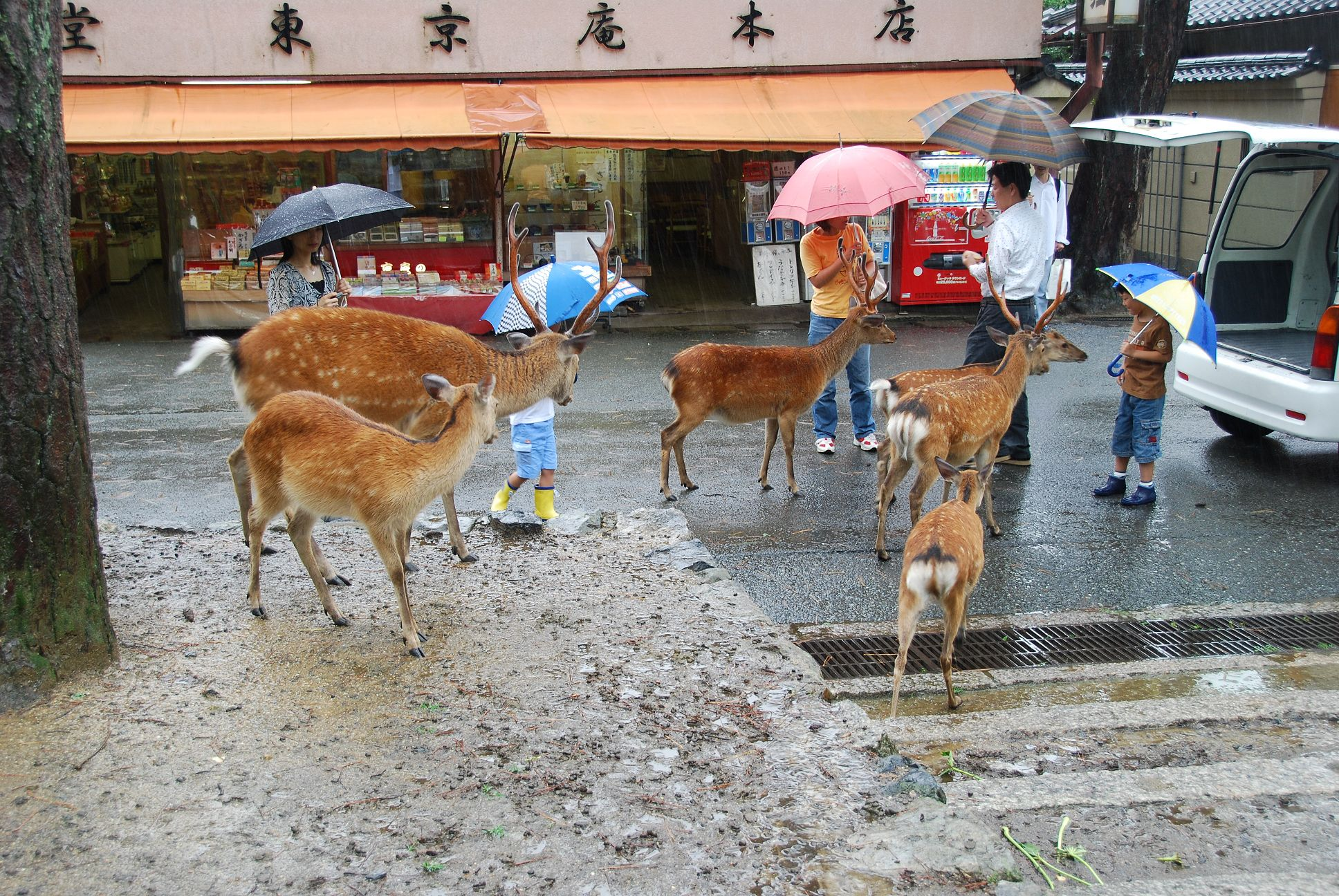
Một đàn hươu ở Nara

Nhật Bản có đến nay là nơi có số lượng hươu sao lớn nhất trên thế giới. Hươu sao được tìm thấy trên khắp các tỉnh, đặc biệt là nhiều công viên Nara và ngôi đền như Todai-ji, vì chúng được coi là những sứ giả của các vị thần. Mặc dù dân số chính xác là không chắc chắn, nó có khả năng là trong tầm trăm ngàn và vẫn còn tăng. Nguyên nhân chủ yếu là do những nỗ lực bảo tồn gần đây và sự tuyệt chủng của động vật ăn thịt chính của chúng là chó sói trong hơn một thế kỷ trước.
Nếu không có kẻ thù chính của nó tức là thiên địch của hươu thì dân số của hươu sao Nhật Bản đã bùng nổ và nó bây giờ là quá đông đúc trong nhiều lĩnh vực, đặt ra một mối đe dọa cho các khu rừng và đất trồng trọt. Các nỗ lực đang được thực hiện để kiểm soát dân số của nó thay vì bảo tồn nó. chúng đang gây rắc rối cho Khu bảo tồn Kasugayama phía đông Nara Park bởi chúng tước quá nhiều vỏ cây trong rừng và ăn chồi cây non, khiến cây phát triển chậm, còi cọc. Chính phủ Nhật Bản và tỉnh Nara đều thấy rằng đàn nai ở Nara đã phát triển quá lớn và đang có ảnh hưởng tiêu cực đến sản xuất nông nghiệp nhưng vẫn chưa có hành động cụ thể để giải quyết vấn đề này.
Riêng số lượng hươu tại tỉnh Nara đã tăng vọt tới mức đáng báo động. Giới chức nhận ra rằng chúng đang gây nên các tác động tiêu cực đối với hoạt động sản xuất nông nghiệp, hệ sinh thái và ngành công nghiệp du lịch. Hươu được xem là nguyên nhân gây ra sự phá hủy của khu rừng bảo tồn Kasugayama nằm ở phía đông công viên Nara, ngay khu vực ranh giới giữa rừng và thành phố. Chúng tước vỏ cây trưởng thành, ăn những chồi cây non, những cây đang phát triển, và cây thuộc ngành thấp. Một số chuyên gia cho rằng chính quyền có thể giảm số lượng hươu bằng cách giết, hạn chế khả năng tiếp cận nguồn thức ăn (bằng cách dựng hàng rào), giảm tỷ lệ hươu mang thai (bằng cách dùng hormone hoặc tách hươu đực ra khỏi hươu cái trong mùa sinh sản). Nhưng do hươu là động vật linh thiêng ở Nara, những biện pháp ấy đều không khả thi.

## Tại Nara

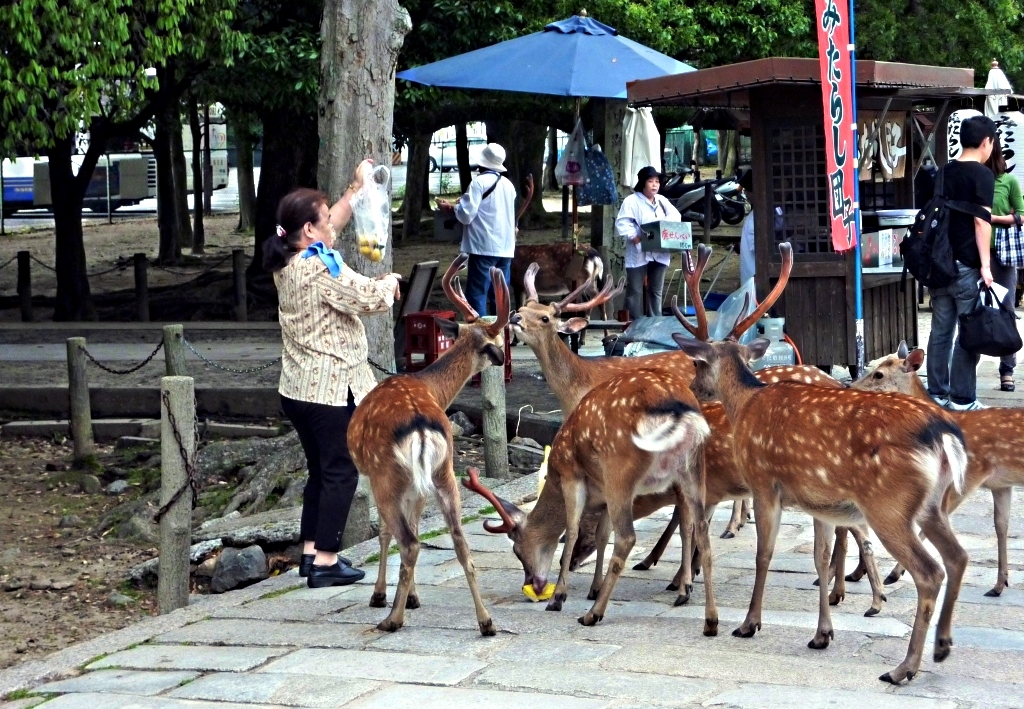
Một du khách đang cho hươu ăn

Đó là một thành phố xinh đẹp với rất nhiều đền, chùa và di tích cổ cùng với khoảng 1.200 con hươu lang thang khắp các đường phố. Nếu du khách tới Nara, một thành phố ở Nhật Bản, họ sẽ thấy những con hươu nằm trên đường phố, vào cửa hàng và đòi thức ăn từ con người. Phần lớn hươu tập trung ở Công viên Nara với hơn 1200 con, nơi nhiều du khách thăm viếng nên lượng thức ăn khá dồi dào. Mỗi khi thấy du khách, hươu bước tới để xin thức ăn. Hươu ở đây khá dễ thương. Du khách có thể mua thức ăn cho hươu như bánh cracker để cho chúng ăn.
Nếu muốn cho hươu ăn, du khách có thể tới máy bán hàng tự động để mua thức ăn dành cho chúng. Bạn không thể xua đuổi chúng, bởi nếu bạn làm vậy, những người dân địa phương sẽ trách mắng bạn. Nếu có thức ăn, Hươu sẽ chạy theo xin ăn. Tuy nhiên các bạn không nên bỏ tay vô túi quần. Hươu ở đây sẽ ủi đầu vô quần rất phiền. Người ta quay được đoạn video ghi cảnh đàn hươu sao nằm chơi ngay bên đường, thậm chí có thể cho chúng ăn ở thành phố Nara có rất nhiều máy tự động và cửa hàng bán đồ ăn cho hươu.

## Đặc điểm

### Cơ thể
Hươu sao Nhật Bản có tầm vóc vừa phải, con đực nặng từ 40–70 kg (88-154 lb) và con cái cân nặng 30–40 kg (66-88 lb). Nhìn chung, chúng có thể chất nhẹ nhàng, cân đối, chân dài và mảnh. Đầu nhỏ, cổ dài, tai thường dài hơn đuôi. Bộ lông nhìn chung có màu vàng đậm, con cái nhạt hơn và con đực thẫm hơn. Trên nền vàng đỏ rải rác những đốm trắng, sạch gọi là "sao". Độ lớn của những sao này nhỏ về phía lưng và lớn hơn về phía bụng. Những sao ở hai bên sống lưng tạo thành hai hàng vạch dọc, còn các sao ở mình không có hàng rõ rệt. Từ gáy đến cổ và dọc trên sống lưng có một đường chỉ thẫm, mút đuôi có lông màu trắng, mặt dưới đuôi trần. ở phía dưới gốc đuôi và mặt sau của đùi có những sợi lông trắng dài 4 – 6 cm kết hợp tạo thành cái gọi là "gương". "Gương" này có hình tam giác, chỉ những khi xúc cảm, những lông của "gương" này mới dựng lên.
Tuyến nước mắt phát triển mạnh. Co cái không có sừng. Hươu đực mới có sừng Con đực có sừng 2-4 nhánh. Thân phủ lông ngắn, mịn, màu vàng hung, có 6-8 hàng chấm trắng (như sao) dọc theo hai bên thân. Có vệt lông màu xám kéo dài từ gáy dọc theo sống lưng. Bụng màu vàng nhạt. Bốn chân thon nhỏ màu vàng xám. Đuôi ngắn, phía trên vàng xám, phía đuôi trắng, mút đuôi có túm lông trắng. Đầu to vừa phải có dạng hình chữ V, khoảng cách giữa hai gốc sừng rộng, mắt tinh, mõm dài vừa, đôi tai luôn nghe nhóng nhanh nhạy, đầu cổ kết hợp tốt, cổ dài vừa phải và thon nhỏ, sống lưng thẳng, lưng thon mình ngựa, lưng, sườn, bụng kết hợp, mông cân đối nở nang, đùi đầy đặn có cơ thịt nỗi rõ chắc, mông và đùi linh hoạt, kết hợp chắc chắn.

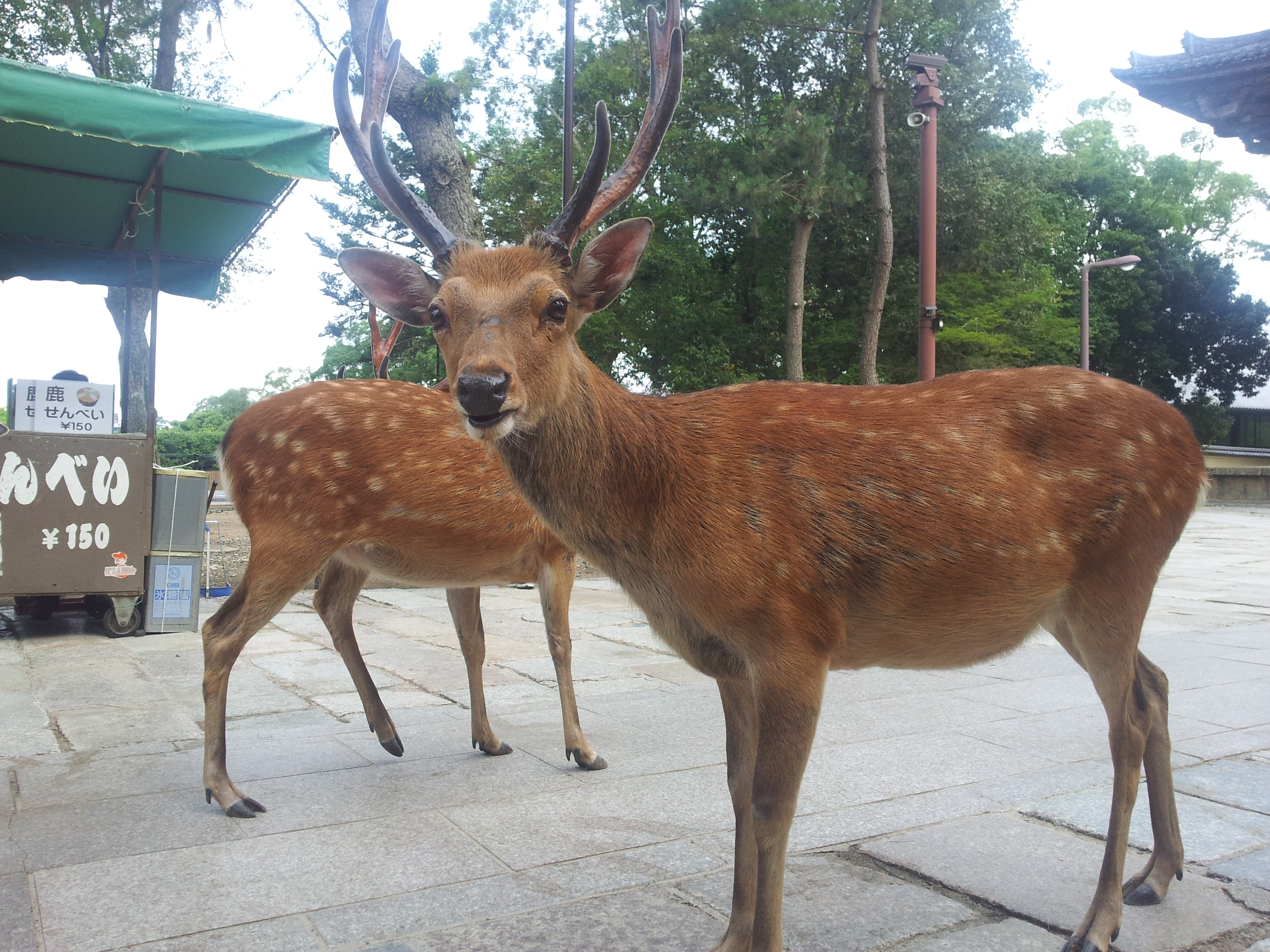
Một con hươu cái

Bốn chân thon nhỏ dài vừa chắc chắn, vận động tự nhiên, nhanh nhẹn, hai chân trước không qua thấp so với hai chân sau, hai chân sau chùng xuông so với hai chân trước, phía sau hơi thấp hơn so với phía trước, con cái thì đuôi luôn phe phẩy, mắt sáng nhanh nhẹn, hươu cái có cơ thể phát triển cân đối, khoẻ mạnh, béo vừa phải. Bình thường lông có màu vàng sẩm, trên thân có những đốm trắng giống sao nỗi rõ, dưới cằm, cổ, đùi có màu trắng nhạt, tính tình nhanh nhẹn ít hung dữ, mắt tinh, mõm dài vừa, đôi tai luôn nghe nhóng nhanh nhạy.
Từ xa xưa, nhau thai hươu đã được coi là "cống vật" quý chỉ dành cho tầng lớp vua chúa Nhật Bản với nhiều tác dụng đặc biệt, chúng co 3 tác dụng của nhau thai hươu đối với cơ thể con người. Đó là làm trắng da, đảo ngược lão hóa và ngăn ngừa bệnh tật. Nhau thai hươu có cấu trúc hóa học tương đồng với nhau thai người mang lại hiệu quả dưỡng trắng da vượt trội gấp 5 lần nhau thai cừu và các loại nhau thai thông thường.
Khi được đưa vào cơ thể, tế bào nhau thai hươu vẫn sống nên không bị đào thải, nhanh chóng kích thích hệ thống tế bào mầm sinh trưởng để phục hồi màu da trắng sáng. Bên cạnh việc cung cấp nguồn dưỡng chất đầy đủ để làm trắng da, tinh chất này còn có khả năng tái sinh tế bào. Tác động tới 30 cơ quan trên cơ thể, nhau thai hươu sẽ đánh thức các tế bào đang "ngủ quên" hoạt động trở lại bình thường.

### Cá tính
Chúng cũng là loài di cư theo mùa được biết là xảy ra ở các khu vực miền núi, như Nhật Bản, với phạm vi mùa đông đang được lên đến 700 mét (2.300 ft) thấp hơn ở độ cao hơn so với phạm vi mùa hè. Chúng được biết đến là loài không hề e sợ đối với con người. Đây là phân loài hươu sao tồn tại rất nhiều ở Nhật Bản, chúng có điểm đặc trưng khác xa với các phân loài hươu sao khác là không hề nhút nhát và e sợ con người mặc dù nguồn gốc của chúng là loài hoang dã, thậm chí chúng còn chung sống gắn bó với con người trong thành phố từ hàng trăm năm qua. Người Nhật Bản và hươu sao tương tác mật thiết với nhau và dành cho chúng tình cảm.

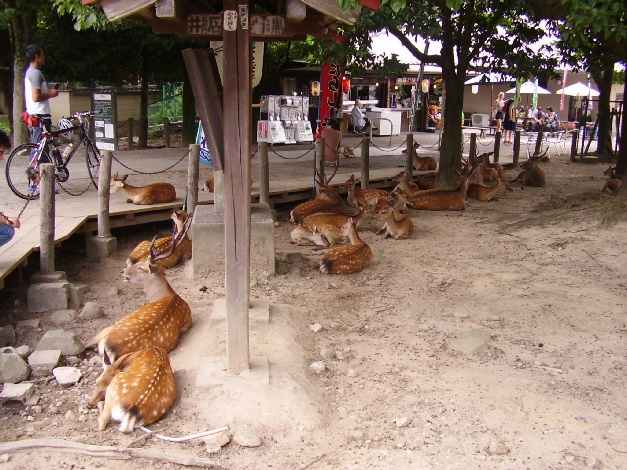
Một đàn hươu sao

Loài động vật hoang dã này sống hòa hợp với đô thị văn minh, Đáng chú ý là những con vật này không hề sợ xe cộ. Đàn hươu cũng không để ý đến những người quan tâm tới chúng. Hơn 1200 con hươu tập trung chủ yếu bên trong Công viên Nara, nhưng một số con vẫn đi lạc vào các đường phố, nhà hàng, nhà vệ sinh công cộng, gặm gặm quần áo hay nhai ví của các du khách nhằm tìm kiếm thức ăn.Chúng cũng thường xuyên tiến vào khách sạn, nhà hàng và những nơi khác rồi lục lọi quần, áo, túi, ví của con người nhằm tìm thức ăn.
Do con người cư xử nhẹ nhàng với hươu trong hàng thế kỷ nên chúng không hề sợ hãi con người và thậm chí còn tỏ ra hung dữ. Nếu du khách cầm thức ăn trên tay mà không ném ngay, chúng có thể cướp thức ăn trên tay du khách, hoặc đè họ xuống để lấy chiến lợi phẩm. Chúng cũng sẵn sàng nhai camera, điện thoại, chìa khóa và những đồ vật khác của du khách, chúng không chỉ thân mật mà thậm chí còn vòi ăn với du khách và dân địa phương, thậm chí xô người ra để tranh giành thức ăn. Tại các máy bán hàng tự động, nơi du khách mua thức ăn cho hươu, nó sẽ đẩy bạn sang một bên để có thể chiếm lấy máng đồ ăn, bao vây bạn và lấy bánh mì của bạn, nhai luôn cả nút bấm và camera có trên máy đó. Thậm chí bạn không thể đuổi chúng đi ngay cả khi la hét. Nhưng chúng nó biết cám ơn. Hầu hết những con hươu biết cúi đầu cám ơn như một phong tục sau khi nhận được thứ gì từ con người.
Lũ hươu không phải những kẻ vô ơn. Chúng luôn cúi đầu để cảm ơn sau khi con người cho thức ăn. Chính vì vậy, hươu sao Nhật Bản cũng được biết đến như là "con hươu lạy", khi chúng biết cúi đầu trước khi được con người cho ăn đặc biệt là món bánh gạo Shika Senbei (鹿せんべい), Được gọi là "bánh quy hươu"). Tuy nhiên, về tập tính chung khi con hươu cúi đầu là để báo hiệu rằng chúng sắp húc và đọ sừng. Vì vậy, khi một con người cúi đầu với một con hươu, con hươu sẽ giả thiết lập trường tương tự và có thể tấn công và gây tổn thương cho con người. Việc cúi đầu và đọ sừng cả để vui chơi và để khẳng định sự thống trị, cũng như loài dê. Rất nhiều du khách tỏ ra thích thú với bầy nai thân thiện và dạn dĩ nhưng cũng không ít người khó chịu vì sự mạnh dạn quá mức của chúng.

### Sinh sản
Hươu hai tuổi thì trưởng thành sinh dục (động dục và giao phối). Chúng động dục vào mùa thu và đẻ vào mùa xuân, thời gian chửa khoảng 6 tháng rưỡi đến 7 tháng, lúc con đực đòi nhảy mà con cái trốn chạy, nó có thể phát khùng và húc chết con cái. Khi con cái động dục có biểu hiện là việc kêu rống, đi lại nhiều, hươu đực ít ăn hơn bình thường từ 30 - 40%, tiếng kêu rít lên to và kết thúc bằng giọng khàn khàn. Thời kỳ này hươu đực bị kích thích mạnh, tính tình hung dữ hơn, đi lại lung tung, hay cúi gầm đầu xuống sát đất, hướng cặp sừng ra phía trước như sẵn sàng lao vào cuộc ẩu đả, hai chân trước cào bới đất. Dịch hoàn phát triển mạnh, dương vật luôn rỉ nước màu đen như nước điếu, mùi rất hoi.
Hươu cái trong mùa động dục thường cũng ít ăn hơn. Hiện tượng động dục tương đối rõ xung huyết thành âm đạo, cổ tử cung tiết niêm dịch, đầu kỳ động hớn niêm dịch dính kéo dài như thủy tinh, giữa kỳ động hớn niêm dịch trong suốt chứa đầy âm đạo và chảy ra quanh cơ quan sinh dục ngoài, còn cuối kỳ động hớn niêm dịch đục và giảm số lượng. Hươu cái động hớn thường biểu hiện không yên tĩnh, thích gần con đực.
Vài ngày trước khi đẻ, hươu cái ít hoạt động hơn và thường nằm tách biệt với đàn. Những biểu hiện bên ngoài dễ thấy như bụng to, bầu vú căng và sạ xuống, âm hộ sưng mọng, thái độ hoảng hốt lúc đứng, lúc nằm, đuôi ve vẩy luôn. Hươu thường đẻ con vào ban đêm nhất là khoảng chiều tối. Động tác đẻ giống như trâu bò, trước lúc đẻ có hiện tượng vỡ màng ối, làm chảy ra một chất nước nhầy màu vàng đục. Sau đó 2 chân trước con non ra trước, rồi đến mõm, đầu, ngực, lưng và 2 chân sau.
Hươu con ra theo chiều lưng-bụng như trên là đẻ thuận. Thời gian từ khi vỡ màng ối cho đến lúc 2 chân trước con non lò ra, thường kéo dài 5-10 phút và đến khi đẻ hươu con ra khoảng 25-40 phút. Hươu mẹ thường dùng răng cắn đứt dây rốn, rồi liếm khắp mình con cho khô sạch. Hươu con đẻ ra khoảng nửa giờ sau khi đẻ đã đứng dậy được và bú mẹ. Trong những ngày đầu, hươu con thường nằm nhiều và nằm tách mẹ đến bữa mới về bú. 

## Trong văn hóa

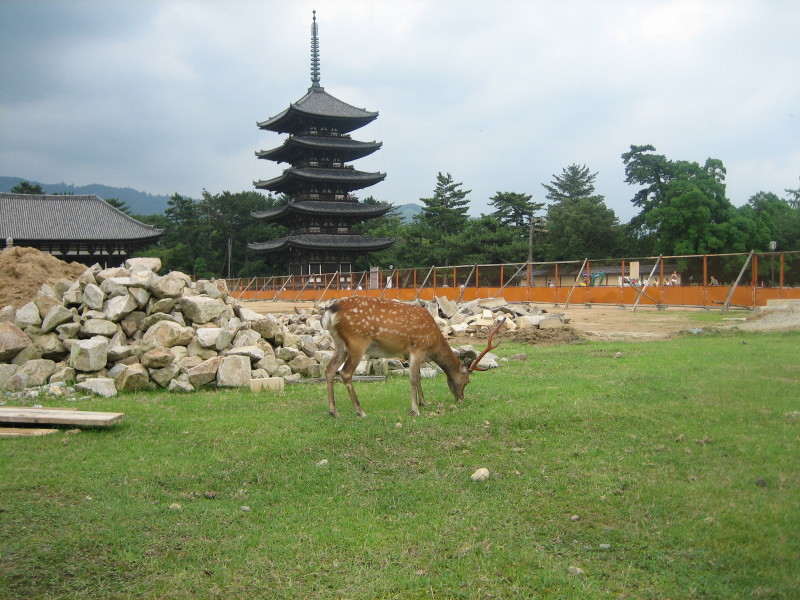
Một con hươu ở gần đền thờ Thần Đạo

Người Nhật coi Hươu như là một Bảo vật quốc gia. Trong cả ngàn năm, Hươu ở đây được quan niệm như con Vật linh thiêng, thần thánh. Du khách thường gọi công viên Nara (Nara Park) là công viên Hươu, tại vì ở đây có khoảng 1,200 con hươu sống tự do, rất lạ mắt. Công viên Nara nằm ngay trung tâm cố độ Nara, là một trong những thủ đô đầu tiên của nước Nhật, được xây dựng 1,300 năm trước. Ở đây, hươu sao được coi là con vật thiêng liêng và là biểu tượng thành phố, cố đô của Nhật Bản trước đây.
Những con hươu sống tự do ở đây được chánh phủ bảo vệ với tư cách Những vật kỷ niệm thiên nhiên vì theo Thần Đạo hươu là sứ giả của Thượng đế. Theo truyền thuyết, một vị thần mang tên Takemikazuchi đã cưỡi hươu tới Nara để bảo vệ thành phố. Vì thế, người dân ở Nara rất tôn kính hươu trong suốt 1.300 năm qua. Theo truyền thuyết này một trong những vị Thần người Nhật sùng kính có lần được mời viếng thăm một ngọn núi gần đó. Ông đến điểm hẹn cỡi một con hươu loại hươu sao. Kể từ đó dân Nhật vùng nầy tôn trọng loại hươu nầy, và bảo vệ chúng sống tự do ở công viên Hươu. Theo văn hóa dân gian địa phương, một vị thần tên là Takemikazuchi đã cưỡi một con hươu trắng đến bảo vệ thủ phủ nên trong 1300 năm qua, hươu của Nara được coi là thần vật thiêng liêng.
Ngày xưa người Nhật có một đạo luật trừng phạt nặng nề những ai giết Hươu ở đây. Nếu ai đó giết hươu và bị bắt, thì có thể bị án tử hình. Trước năm 1673, những người giết hươu ở Nara có thể lĩnh án tử hình. Bản án tử hình lần cuối cùng được áp dụng vào năm 1637. Sau đệ nhị thế chiến, Hươu bị truất khỏi quyền linh thiêng huyền bí cũ. Mặc dầu không còn được tôn trọng như Vật Thánh có tính cách linh thiêng, nhưng Hươu vẫn được quan niệm như một Bảo vật quốc gia và được bảo vệ như một cái gì quí giá của nước Nhật. Sau Thế chiến II, chính quyền thành phố không coi hươu là linh vật nữa, nhưng họ xếp chúng vào danh sách những "báu vật quốc gia" cần được bảo vệ.
Trong thời đại Edo (1603-1868), những chú hươu đón thời kỳ phát dục của mình vào tháng 10 hàng năm, để không gây tổn hại cho người dân thành phố, có một lễ nghi gọi là "Kakugiri", các Seoko ngày xưa đã dùng cưa cắt sừng hươu. Và sừng hươu cắt ra được dâng tế trước cổng đền thờ cho các vị thần. Ngoài ra còn có một nghi lễ truyền thống này có tên tiếng Nhật là "shika-yose", nghĩa là gọi hươu, được tổ chức lần đầu cách đây hơn 100 năm để thu hút khách du lịch. Trong những năm gần đây, nghi lễ này được tổ chức vào mùa đông và mùa hè. Thành viên một quỹ bảo vệ hươu ở Công viên Nara thổi tù và theo đúng nghi lễ. Trong tiếng tù và vang vọng, khoảng 80 chú hươu lần lượt bước ra khỏi rừng. Các chú hươu sau đó ăn quả đầu và các đồ ăn khác do thành viên quỹ nói trên bày ra.